# Charles Juseret
Charles Théodore Juseret (París, 24 d'abril de 1892 - Ídem, 4 de setembre de 1973) va ser un ciclista belga, posteriorment nacionalitzat francès que fou professional entre 1916 i 1928. Va participar en tres Tours de França i va guanyar la París-Bourges de 1917.

## Palmarès
- 1917
  - 1r a la París-Bourges
- 1923
  - 1r a la Bordeus-Marsella i vencedor d'una etapa
  - Vencedor d'una etapa a la Volta a Bèlgica

### Resultats al Tour de França
- 1919. Abandona
- 1920. Abandona
- 1921. Abandona